# Christian S. Oftedal
Christian Stephansen Oftedal, född 14 januari 1907 i Stavanger, död 11 juli 1955, var en norsk tidningsman och politiker (Venstre). Han var son till Lars Oftedal. 
Oftedal blev student 1926, candidatus magisterii 1931, studerade vid universitetet i Poitiers 1930 och vid den internationella högskolan i Genève 1931. Han var redaktör för och styrelseledamot i Stavanger Aftenblad från 1932 samt dess styrelseordförande från 1947. Han var ledamot av Norsk Telegrambyrås styrelse från 1946, Det Norske Luftfartselskaps representantskap från 1946, Stortingets Nobelkommitté från 1945, Stavangers stadsstyrelse och formandskap från 1937 samt stortingsrepresentant för Vest-Agder och Rogaland fylkes städer från 1945.